# Bombardeig del Palau del Ban
El bombardeig del Palau dels Bans va ser un atac de la Força Aèria Iugoslava al Palau dels bans (en croat Banski dvori) de Zagreb, que era la residència oficial del president de Croàcia durant la guerra de la independència croata.
El bombardeig va ocórrer el 7 d'octubre de 1991, com a part d'una sèrie d'atacs de la Força Aèria Iugoslava a la capital de Croàcia. Un civil va ser mort metrallat al districte urbà de Tuškanac i quatre van resultar ferits.
Al moment de l'atac, el president croat Franjo Tuđman era a l'edifici, estava reunit amb Stjepan Mesić, el llavors president la federació iugoslava moribunda, i Ante Marković, el llavors primer ministre de Iugoslàvia, però cap d'ells no va resultar ferit. Després de l'atac, Tuđman va explicar l'atac com un intent d'assassinar-lo amb l'objectiu de destruir completament el lideratge polític croat i trencar la moral de lluita dels croats. Marković va blasmar el secretari de defensa de Iugoslàvia, el general Veljko Kadijević, però aquest darrer va negar les acusacions i va insinuar que va ser un muntatge organitzat per la mateixa Croàcia. L'atac va causar condemnes internacionals i va conduir a una crida de sancions econòmiques contra Iugoslàvia. La residència presidencial es va transferir immediatament al palau presidencial, conegut anteriorment com a Villa Zagorje.
L'endemà del bombardeig, el 8 octubre, la república de Croàcia va declarar la independència i va rompre totes les relacions diplomàtiques amb la República Federal Socialista de Iugoslàvia.
El Palau dels Bans va patir danys significatius, però les reparacions no van començar fins al 1995. L'edifici va esdevenir la seu del Govern de Croàcia.